# 363e Infanteriedivisie
De 363e Infanteriedivisie / Volksgrenadierdivisie (Duits: 363. Infanterie-Division / Volksgrenadier-Division) was een Duitse infanteriedivisie en later Volksgrenadierdivisie tijdens de Tweede Wereldoorlog. De divisie werd na oprichting overgebracht naar Denemarken, in juni 1944 naar de Belgische kust en in juli 1944 naar het Normandische front, dat net op instorten stond. De divisie raakte in de Zak van Falaise en werd daar grotendeels vernietigd. Heropgericht als Volksgrenadierdivisie kwam de divisie in actie in de Betuwe, in het Duitse Rijnland, bij de Amerikaanse uitbraak vanuit Remagen en eindigde ten slotte in de Ruhrkessel.

## Geschiedenis 363e Infanteriedivisie

### Oprichting en training
De 363e Infanteriedivisie werd opgericht op 28 december 1943 op Oefenterrein Mielec in het Generaal-gouvernement als onderdeel van de 21. Welle. De staf en enkele andere delen kwamen van de opgeheven 339e Infanteriedivisie, en verder kwamen delen van de 143e  en 147e Reservedivisies en van de vernietigde 161e en 223e Infanteriedivisies. Tussen 24 februari en 3 maart 1944 vertrok de divisie dan naar het gebied rond Sieradz. Vervolgens werd de divisie vanaf 12 maart 1944 overgebracht naar een groot gebied rond Bramming in Denemarken, waar de training voortgezet werd.

### België en Normandië
Na de geallieerde invasie in Normandië werd de divisie gealarmeerd en vanaf 12 juni 1944 op treintransport gezet naar Oostende-Brugge-Gent in België. Door de zich snel verslechterende Duitse situatie kreeg de divisie op 16 juli 1944 het bevel naar Normandië op transport te gaan. Er volgt een treintransport tot de Seine bij Rouen en vandaar een mars naar het frontgebied. Daar was intussen het Amerikaanse 1e Leger uitgebroken en de divisie werd eind juli 1944 ingezet op de flank van de doorbraak, rond Villedieu-les-Poêles. In de daaropvolgende week moest de divisie langzaam uitwijken tot zuidelijk van Vire. Na een aantal dagen met heftige gevechten volgde een terugtrekking naar Flers. De divisie werd nu meegezogen in de zich vormende Zak van Falaise en raakte daar dus omsingeld. Op 20 augustus slaagden zo’n 2500 man van de divisie, maar zonder zware wapens, erin uit te breken. Zij hergroepeerden bij Sap-en-Auge. Daar kreeg de divisie op 24 augustus 1944 bevel op mars te gaan naar de Heimat voor heroprichting. Er volgde een mars naar Cambrai, waar de kleine 3000 overgebleven mannen op 1 september op treintransport werden gezet naar de Rhön, waar ze op 4/5 september 1944 aankwamen. Een verlof van 10 dagen volgde om bij te komen.
Daarmee kwam een einde aan de 363e Infanteriedivisie.

## Geschiedenis 363e Volksgrenadierdivisie

### Oprichting
De 363e Volksgrenadierdivisie werd opgericht op 17 september 1944 op Oefenterrein Wildflecken door omdopen van de zich nog in oprichting bevindende 566e Volksgrenadierdivisie. De bedoeling was de divisie op 25 september 1944 gevechtsklaar te hebben. Maar de frontgebeurtenissen zouden roet in het eten gooien.

### Nederland
Intussen hadden de geallieerden Operatie Market Garden gelanceerd en het Duitse front in Nederland wankelde. De divisie kreeg op 26 september 1944 bevel op transport te gaan. Tussen 29 september en 3 oktober 1944 kwam de divisie per trein aan in Nederland (tussen Arnhem en Amersfoort) en werd per veerpont over de Rijn bij Rhenen gezet en verzamelde zich tussen Ochten en Kesteren. Vanaf 4 t/m 8 oktober 1944 viel de divisie vervolgens in en om Opheusden aan en raakte in zware strijd verwikkeld met de ook net daar gearriveerde Amerikaanse 101e Luchtlandingsdivisie. Er werden zware verliezen geleden aan beide kanten en daarna kwam het front tot rust. Een ruime maand later, op 19 november 1944, werd de divisie uit het front gehaald en op transport gezet naar Duitsland. In deze tijd in Nederland had de divisie 53 officieren en ongeveer 1500 man verloren.

### Rijnland
De divisie was van 24 tot 29 november 1944 reserve voor het 1e Parachutistenleger tussen Krefeld en Venlo. Daarna volgde een verplaatsing naar Jülich achter deRoer. Hier verdedigde de divisie voor langere tijd, hield mede het Amerikaanse 9e Leger tegen en hield ook een bruggenhoofd over de Roer in stand. Het front kalmeerde nu tot eind februari 1945. Maar de Amerikaanse aanval kwam alsnog op 23 februari 1945 in de vorm van Operatie Grenade en hierdoor werd de divisie teruggedreven naar Keulen en werd tegen 7 maart 1945 over de Rijn teruggetrokken.

### Ruhrpocket
De divisie werd opgefrist bij Leverkusen, maar werd al op 18 maart 1945 op mars gezet om te helpen de uitbraak van de Amerikaanse troepen uit het Remagen-bruggenhoofd te stuiten. Dit lukt met voorhanden zijnde krachten niet en de divisie werd teruggedrongen tot Waldbröl rond 8 april 1945. Intussen was de divisie in de Ruhrkessel terechtgekomen. Op 4 april bedroeg de gevechtssterkte nog 2600 man bij een totale sterkte van 4600 man. Op 9 april werd de divisie nog eens verplaatst, nu naar Leverkusen. Vanuit hier ging het onder voortdurende Amerikaanse druk terug richting noorden. Op 15 april 1945 bevond het divisiehoofdkwartier zich in Wiescheid (10 km noordelijk van Leverkusen).

### Het einde
Op 16 april 1945 werd het divisiehoofdkwartier overlopen door Amerikaanse troepen en ook de rest van de divisie (tegelijk met de gehele westelijke Ruhrkessel) legde deze dag de wapens neer.

## Bovenliggende bevelslagen
| Legerkorps            | Leger                            | Legergroep     | Plaats/regio         | Begin             | Eind                       |
| --------------------- | -------------------------------- | -------------- | -------------------- | ----------------- | -------------------------- |
| direct onder bevel    | Wehrmachts-Befehlshaber Dänemark |                | Denemarken           | maart 1944        | 16 juni 1944               |
| 89e Legerkorps        | 15. Armee                        | Heeresgruppe B | West-Vlaanderen      | 17 juni 1944      | 17 juli 1944 (Abtransport) |
| 84e Legerkorps        | 7. Armee                         | Heeresgruppe B | Normandië            | 30 juli 1944      | 14 augustus 1944           |
| 2e Parachutistenkorps | 7. Armee                         | Heeresgruppe B | Normandië            | 14 augustus 1944  | 16 augustus 1944           |
| 84e Legerkorps        | 7. Armee                         | Heeresgruppe B | Normandië            | 16 augustus 1944  | eind augustus 1944         |
| 65e Legerkorps z.b.V. | direct onder bevel               | B.d.E.         | Wildflecken, Heimat  | 17 september 1944 | 28 september 1944          |
| XII SS Korps          | 1. Fallschirm-Armee              | Heeresgruppe B | Nederland, Betuwe    | 29 september 1944 | 12 oktober 1944            |
| II SS Pantserkorps    | 1. Fallschirm-Armee              | Heeresgruppe B | Betuwe               | 13 oktober 1944   | 19 november 1944           |
| 68e Legerkorps        | 1. Fallschirm-Armee              | Heeresgruppe H | Rijnland             | 24 november 1944  | 28 november 1944           |
| 68e Legerkorps        | 15. Armee                        | Heeresgruppe B | Rijnland             | 28 november 1944  | 29 november 1944           |
| 81e Legerkorps        | 15. Armee                        | Heeresgruppe B | Rijnland             | 29 november 1944  | 7 maart 1945               |
| 81e Legerkorps        | 5. Panzerarmee                   | Heeresgruppe B | Ruhr                 | 8 maart 1945      | 18 maart 1945              |
| 74e Legerkorps        | 15. Armee                        | Heeresgruppe B | Remagen bruggenhoofd | 19 maart 1945     | 22 maart 1945              |
| 53e Legerkorps        | 15. Armee                        | Heeresgruppe B | Sauerland            | 23 maart 1945     | 8 april 1945               |
| XII SS Korps          | 5. Panzerarmee                   | Heeresgruppe B | Ruhrgebied           | 9 april 1945      | 16 april 1945              |

## Commandanten
| Rang            | Naam                       | Begin            | Eind             |
| --------------- | -------------------------- | ---------------- | ---------------- |
| Generalleutnant | August Dettling            | 15 december 1943 | 5 februari 1945  |
| Oberst          | Waldemar Freiherr von Gall | 6 februari 1945  | 23 februari 1945 |
| Generalmajor    | Alois Weber                | 25 februari 1945 | 16 april 1945    |

## Samenstelling

### 363e Infanteriedivisie
- Grenadier-Regiment 957
- Grenadier-Regiment 958
- Grenadier-Regiment 959
- Artillerie-Regiment 363
- Divisie-eenheden 363

### 363e Volksgrenadierdivisie
- Grenadier-Regiment 957 uit Grenadier-Regiment 1156
- Grenadier-Regiment 958 uit Grenadier-Regiment 1157
- Grenadier-Regiment 958 uit Grenadier-Regiment 1158
- Artillerie-Regiment 363 uit Artillerie-Regiment 1566
- Divisie-eenheden 363